# Eublemma brachygonia
Eublemma brachygonia is een vlinder van de familie van de spinneruilen (Erebidae). De wetenschappelijke naam van deze soort is voor het eerst voorgesteld door George Francis Hampson in een publicatie uit 1910.

## Verspreiding
De soort komt voor in Sierra Leone, Nigeria, Oeganda en Zuid-Afrika.

## Waardplanten
De rups leeft op Gossypium (Malvaceae) en op Zea mays, Panicum en Sorghum (Poaceae).